# 諾歐通
諾歐通（Noatun），意即「船城」。在北歐神話中，是近海之神尼約德（Njord）的居所。
尼約德在此的工作是撫平來至古老海神埃吉爾所引起的狂風暴雨，讓陸地的人民過著安穩的生活。
在此區居住過的還有女巨人絲卡蒂，她是冬天的女神，尼約德在不得已的情況下娶她為妻。但由於她不能適應海邊的氣候，所以兩人最後還是分開了。